# 玄都宝藏
《玄都寶藏》，中國金朝和蒙元時期編纂的兩套道藏。金朝所編的道藏後世又稱《大金玄都寶藏》以作識別。

## 金代
《大金玄都寶藏》共6,455卷，於1189年由金代皇室下詔編印，主編是天長觀提點孫明道。
金代御用道觀天長觀的飛玄閣藏有宋朝道藏《萬壽道藏》，但卷帙不全。1186年孫明道奉詔提點天長觀，有意補綴觀內道藏。1188年，金世宗下詔移送開封的道藏經板到天長觀，又以金中都玉虛觀所藏道藏補充天長觀所闕的道經，使天長觀有一套較完整的道藏。
金章宗於1189年下令孫明道編印道藏。孫明道分遣道士四出訪求遺經，求得遺經1074卷，補充原有5481卷的《萬壽道藏》；道士趙道真則為雕版版材作募捐。至1192年編成《玄都寶藏》，共6455卷，602帙。

## 蒙元時期
蒙元時期的《玄都寶藏》共7,800多卷，於1237年至1244年間由全真教編印，主編是全真教第三代門人宋德方 （公元1183-1247）。
全真教第五任掌教丘處機（公元1148-1227）仙遊前已指示弟子重編道藏。金末戰亂之後，山西絳州城玄都觀所藏道經尚存，宋德方繼承先師之志，以玄都觀為刻書總局，參校宋朝的道藏目錄，以《大金玄都寶藏》為基礎，補充殘缺，搜羅遺經，校對訂正﹐並加入全真教著作，如其弟子秦志安的《金蓮正宗記》、《仙霞錄》等，編成道藏7800多卷。
除宋德方與秦志安外，李志全、王志謙、毛養素（公元1178-1259）等全真教第三、四代門人，都參與編刊《玄都寶藏》。亦有官員襄助其事，如蒙古丞相胡天祿曾捐出巨資，沁州長官杜豐(1190-1256)則向朝廷請求雕造道藏。
為刊刻經板，宋德方在北方各地設立27局，各局都有道士負責校對，由弟子秦志安總督，役功三千多人，印成道藏30套，仍稱《玄都寶藏》，交予著名宮觀收藏。其後加印至120套。《玄都寶藏》的經板則全套收藏在全真教三大祖庭之一山西河東縣的永樂宮。
元朝忽必烈（公元1260-1294在位）崇信西藏佛教，刻意打擊全真教，於1281年下令各路焚燒《道藏》，並焚毀永樂宮所藏經板。明代的《正統道藏》以殘闕的《玄都寶藏》為基礎，僅有5305卷，遠少於《玄都寶藏》的7800多卷。

## 存佚
《大金玄都寶藏》已經亡佚，於民國時期尚有零星殘頁，至今不知下落。《玄都寶藏》則尚有4卷存世，即《雲笈七籤》卷95及卷111-113，分別庋藏北京與台北。2002年北京曾拍賣《玄都寶藏》之《雲笈七籤》一紙，拍賣價逾4萬元。